# Балансировка колеса

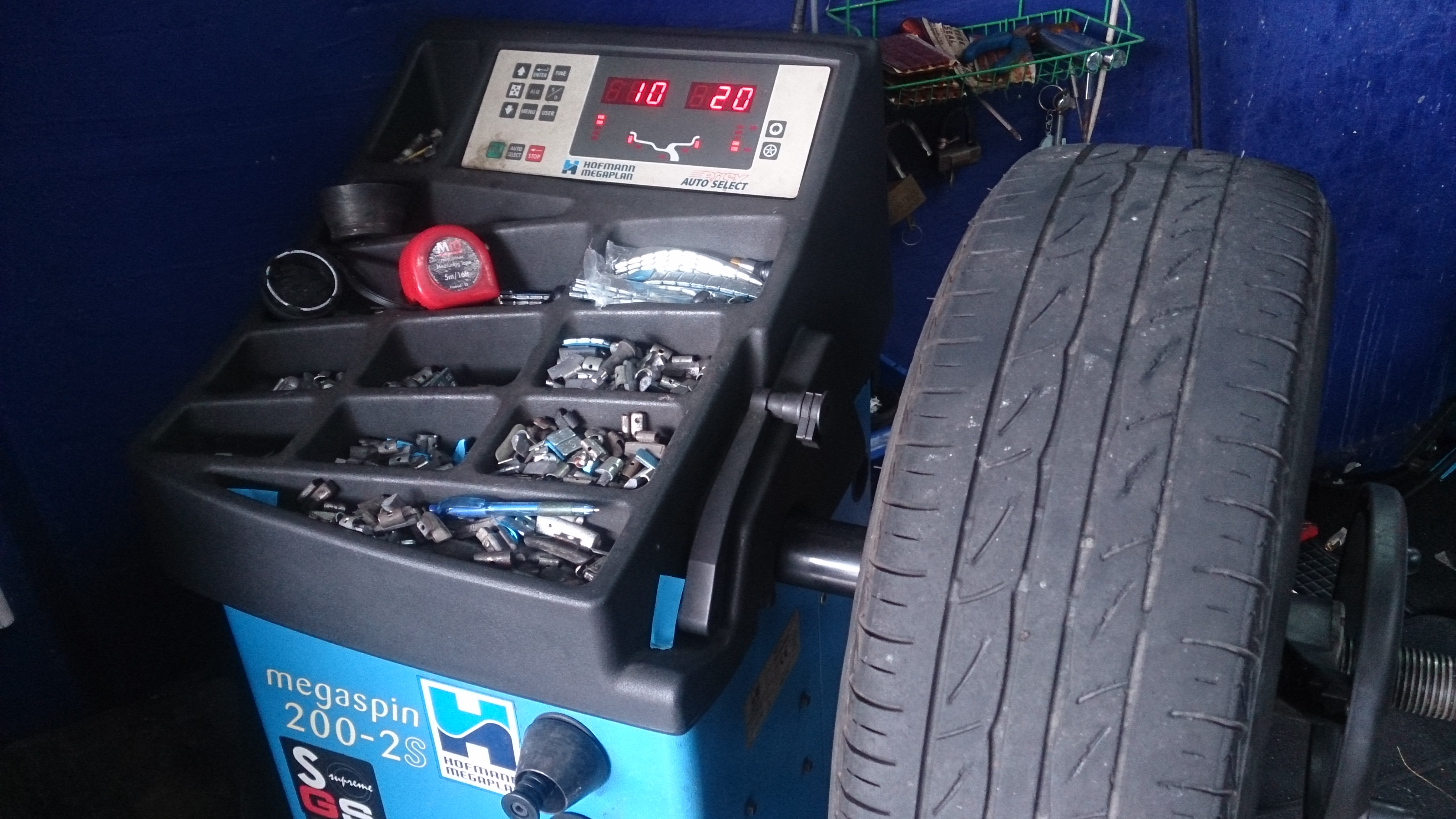

Балансировка колёс — процесс уменьшения до приемлемого уровня дисбаланса колеса, диска, ступицы, крепления колеса и элементов подвески.

## Необходимость балансировки колёс автотранспорта
Практически в 100 % случаев центр масс колеса не совпадает с геометрической осью вращения. Соответственно, такое колесо при движении вызывает повышенную вибрацию транспортного средства, что приводит как к снижению комфорта (тряска, шум), так и к износу рулевого управления и элементов подвески колеса, увеличивает износ шины.
Смысл статической балансировки в том, чтобы сместить центр масс колеса на геометрическую ось вращения.
Внутреннюю и наружную половину колеса (особенно широкопрофильного) можно рассматривать отдельно. Эти части имеют свои центры масс, которые не обязательно находятся на оси вращения даже после статистической балансировки колеса в целом. Колесо стремится вращаться вокруг оси, соединяющей эти точки, что приводит к повышенной нагрузке на подшипник и увеличивает износ, особенно на большой скорости Для автомобильных колёс достаточно динамической балансировки только в двух плоскостях. Для длинных валов, например турбин, балансировку проводит для большего количества плоскостей.

## Статический баланс колеса
Статический баланс колёс — это равномерное распределение массы по окружности колеса. У сборок, имеющих статический дисбаланс, возникает вертикальная вибрация, называемая подскакиванием колеса. Результатом этого в конечном счёте может стать неравномерный износ колёс, а главное — значительно снижается уровень комфорта, особенно при движении с высокой скоростью.
Для балансировки колёс легкового, грузового и мотоциклетного автотранспорта применяется балансировочный станок, позволяющий определить места на ободе, в которые нужно добавить грузики. В качестве балансировочного грузика используются различные виды специальных грузиков, изготовленных из свинца или цинка, которые крепятся на диске колеса снаружи и внутри. Этот способ позволяет отбалансировать только диск в сборе с шиной.
Стоит отметить, что попытки заливания в шину воды, а также засыпания различных сыпучих веществ, с целью «автоматической» балансировки не действенны и не приводят ни к чему хорошему. Воду заливали в старые диагональные шины 30-х — 40-х годов спортсмены, эксплуатировавшие их на скоростях, значительно превышающих те, на которые шины того времени были рассчитаны, что приводило к перегреву резины из-за внутреннего трения и расслоению боковины с последующим разрушением. Вода позволяла несколько охладить шину, повышая её скоростные возможности. После появления нормальных скоростных шин эта практика отошла в прошлое, но успела породить легенду о чудодейственных свойствах залитой в камеру воды, среди которых была и способность «автоматически» обеспечивать идеальную балансировку. Данное заблуждение многократно развенчивалось в автомобильной литературе: при наличии «шишек» на резине, балансирующий компаунд или та же вода просто скапливается в данной наиболее удалённой от оси вращения точке, добавляя свою массу к уже образованному дисбалансу.